# Bleach: Fade to Black
Bleach: Fade to Black (jap. 劇場版BLEACH Fade to Black 君の名を呼ぶ Gekijōban Burīchi: Feido to~u burakku kimi no na o yobu) – japoński film animowany z 2008 w reżyserii Noriyukiego Abe, wyprodukowany przez studio Pierrot na podstawie mangi Bleach autorstwa Tite Kubo. Za scenariusz odpowiadali Masahiro Ōkubo i Natsuko Takahashi, a muzykę skomponował Shirō Sagisu. Premiera w japońskich kinach odbyła się 13 grudnia 2008.
W Polsce film miał premierę 13 listopada 2011 na kanale Hyper+.

## Fabuła
W Soul Society, naukowiec-shinigami Mayuri Kurotsuchi zostaje zaatakowany w swoim laboratorium przez parę tajemniczego rodzeństwa dzierżącego kosę wymazującą pamięć. W panice Kurotsuchi uszkadza jedną ze swoich maszyn, powodując ogromną eksplozję energii duchowej, która obejmuje znaczną część Soul Society, zabijając lub zamrażając wielu shinigami. Rukia Kuchiki jest kolejną ofiarą ataku rodzeństwa, które wymazuje jej wspomnienia oraz wspomnienia wszystkich, którzy ją pamiętają, po czym zostaje zabrana przez napastników do dzielnicy Rukon w Soul Society.
W prawdziwym świecie jeden z przyjaciół Rukii, Ichigo Kurosaki, na krótko zapomina o niej, ale Kon, jako zmodyfikowana dusza, jest odporny na wymazanie pamięci i przypomina mu o niej. Ichigo i Kon udają się po informacje do byłego shinigami, Kisuke Urahary, jednak Urahara również nie pamięta Rukii. Ichigo i Kon udają się do Soul Society, gdzie wszyscy kapitanowie, nie pamiętając Ichigo, uważają go za zagrożenie. Tymczasem Rukia budzi się w dzielnicy Rukon, nie pamiętając, że była shinigami. Bezimienne rodzeństwo, siostra i brat, przypominają Rukii, że byli bliskimi przyjaciółmi, którzy mieszkali razem, a ona miała nadać im imiona, choć teraz ich nie pamięta. Ichigo szuka pomocy u adoptowanego brata Rukii, Byakuyi, lecz on również jej nie pamięta. Po kolejnym spotkaniu z Renjim Abaraiem, przyjacielem z dzieciństwa Rukii, Byakuya kieruje Ichigo do miejsca narodzin swojej żony, Hisany. Tam na krótko spotykają Rukię, zanim rodzeństwo ponownie ucieka z nią przed Ichigo i Konem.
Ichigo i Kon ponownie zostają zaatakowani przez innych shinigami, ale ratuje ich Renji Abarai, który kieruje się instynktem, by zaufać Ichigo. Gdy główny kapitan Soul Society i inni kapitanowie przybywają, aby schwytać Ichigo, Urahara interweniuje. Wysyła Ichigo, Renjiego i Kona, by uratowali Rukię, i wyjaśnia kapitanom, że badał pasożytniczego hollowa, który mógł wymazywać wspomnienia za pomocą macki przypominającej kosę, ale uciekł i wydaje się w pewnym stopniu wpływać na działania rodzeństwa. Tymczasem rodzeństwo udaje się do laboratorium Kurotsuchiego, aby całkowicie zniszczyć shinigami za pomocą innej duchowej maszyny Kurotsuchiego, wierząc, że to oni byli odpowiedzialni za odebranie im Rukii, gdy byli młodsi. Rukia nagle sprzeciwia się temu, a pojawienie się Ichigo i Renjiego sprawia, że zaczyna przypominać sobie ich oraz całą swoją przeszłość, zarówno związaną z rodzeństwem, jak i z czasami, gdy była shinigami. Siostra z rodzeństwa wpada w szał i zmusza siebie, swojego brata oraz Rukię do połączenia się w jedno, tworząc „Dark Rukię”.
Dark Rukia, pozornie pod wpływem hollowfikacji, uwalnia maszynę, po czym staje do walki z Ichigo. Maszyna przybiera postać potwora, a shinigami walczą z nim. Ichigo walczy z Dark Rukią, początkowo powstrzymując się, aby jej nie zranić. Byakuya przybywa i twierdzi, że to on powinien zakończyć tę walkę, ale Ichigo interweniuje i udaje mu się uwolnić Rukię dzięki podobieństwu swojej energii duchowej, niszcząc hollowa; Byakuya i Renji niszczą również potwora. Rukia odzyskuje wspomnienia, ale rodzeństwo zostaje śmiertelnie ranne, choć żałują swoich czynów. Urahara przybywa i wyjaśnia, że hollow zaatakował Rukię i rodzeństwo, kontrolując wcześniej ciało shinigami, ale gdy ciało zostało zniszczone, rodzeństwo uwięziło hollowa w swoich ciałach i zostało wysłane na jakiś czas do Hueco Mundo — świata hollowów. Udało im się jednak uciec, by ponownie spotkać się z Rukią z powodu ich pragnienia bycia z nią. Rukia nadaje rodzeństwu imiona, Homura i Shizuku, ale oboje umierają z powodu odniesionych ran, ku rozpaczy Rukii. Później Ichigo pyta Rukię w świątyni na wzgórzu, którą wcześniej odwiedzała, o kapliczki wykonane ku pamięci jej przyjaciół z dzieciństwa, zmarłych w młodym wieku z powodu ubóstwa, przypominając jej, że jej wspomnienia o rodzeństwie nie znikną.

## Obsada
| Postać            | Seiyū            |
| ----------------- | ---------------- |
| Ichigo Kurosaki   | Masakazu Morita  |
| Rukia Kuchiki     | Fumiko Orikasa   |
| Homura            | Aya Hirano       |
| Shizuku           | Hiroshi Kamiya   |
| Renji Abarai      | Kentarō Itō      |
| Byakuya Kuchiki   | Ryōtarō Okiayu   |
| Kisuke Urahara    | Shin’ichirō Miki |
| Mayuri Kurotsuchi | Ryūsei Nakao     |
| Kon               | Mitsuaki Madono  |